# Papirs de Reisner
El Reisner Papyri (Papirus Reisner) data del regnat de Senusret I, qui era rei de l' Egipte Antic en el segle XIX aC. Els documents van ser descoberts per G.A. Reisner durant unes excavacions realitzades entre 1901 i 1904 a Naga ed-Deir al Sud d' Egipte. Un total de quatre rotlles de papir van ser trobats en un taüt de fusta en una tomba.
- El Papir Reisner I és aproximadament 3.5 metres de llargada i 31.6 cm d' ample en total. Consisteix en nou fulls separats de registres de la construcció d'un edifici amb el nombre de treballadors que van necessitar, tallers de fusteria, tallers de drassana amb llistes d'eines. Alguns segments contenen els càlculs que van utilitzar per a la construcció. Les seccions del document assenyalades per W.K. Simpson. Les seccions G, H, I, J i K contenen registres de la construcció d'un edifici, normalment pensat que seria un temple. La secció O és un registre dels sous dels treballadors. Els registres van incloure 72 dies de feina.[2]
- El Papir Reisner II: Conté els comptes del Taller de Drassana en el Regne de Sesostris I. Va ser publicat per W.K. Simpson l'any 1965. Aquest papir conté els comptes que daten dels anys 15 a 18 de Senusret I. Hi ha tres ordres administratives del visir.[3]
- El Papir Reisner III: Conté els registres d'un Projecte d'Edifici al principi de la Dotzena Dinastia. Va ser publicat per W. K. Simpson l'any 1969 pel Boston Museum of Fine Arts. La recerca més en profunditat indicaria que el papir pot haver vingut d'un període lleugerament anterior.[4]
- El Papir Reisner IV:Conté els comptes Personals dels inicis de la Dotzena Dinastia. Va ser publicat per W.K. Simpson l'any 1986.[5]

## Textos matemàtics
Diverses seccions contenen taules amb contingut matemàtic.

### Papir Reisner I, Secció G
La secció G consisteix en 19 línies de text. En la primera línia conté el títol de les columnes: longitud (3w), amplada (wsx), gruix o profunditat (mDwt), unitats, producte/volum (sty), i en la darrera columna els càlculs del nombre de treballadors que es va necessitar per la feina d'aquell dia.

### Papir Reisner I, Secció H
El format de la taula dins secció H és similar a la secció G. En aquest document només el títol de columna que encapçala producte/volum és utilitzat i no hi ha cap columna enregistrant el nombre de treballadors que es va requerir.

### Papir Reisner I, Secció I
La secció I s'assembla molt a la secció H. Les columnes enregistren la longitud, amplada, alçada i volum/producte que són presentats. En aquest cas no hi ha cap columna de títol escrit per l'escrivà. El text està malmès en llocs però pot ser reconstruït. Les unitats estan en colzes excepte on l'escrivà esmenta pams. El text afegit o reconstruït queda indicat per requadres.

## Dificultats amb la interpretació
Gillings I altres estudiosos van acceptar les versions d'aquest document fa 100 anys, tot i que diverses de les versions són incompletes o enganyoses. Dos dels documents, van informar a les Taules 22.2 i 22.2, el detall d'un mètode de divisió per 10, un mètode que també apareix en el Papir de Rhind. L'eficàcia de treball va ser controlada en aplicar aquest mètode. Per exemple, la profunditat que 10 treballadors poden aconseguir cavant durant un dia segons es calcula en el papir Reisner, i per Ahmes 150 anys més tard? A més a més, els mètodes que van utilitzar en el Reisner i Papir de Rhind. per convertir fraccions vulgars en sèries de fracció d'unitat són similars als mètodes de conversió van utilitzar en el Egyptian Mathematical Leather Roll.
Gillings va repetir una comuna i incompleta versió del Papir Reisner. Va analitzar les línies G10 de la taula 22.3B, i la línia 17 de la Taula 22.2 a la pàgina 221, a les "Matemàtiques en el Temps dels Faraons", citant aquests fets del Papir Reisner: divideix 39 entre 10 = 4, una aproximació molt pobra al valor correcte, va informar Gillings.
Gillings adequadament va informar que l'escriba hauria d'haver solucionat el problema i dades així:
39/10 = (30 + 9)/10 = 3 + 1/2 + 1/3 + 1/15
Tot i així, tots els altres problemes de divisió per 10 i les seves respostes eren correctes, punts que Gillings no va accentuar. A la taula de dades 22.2 van descriure la feina feta en la Capella Oriental.>Dades en brut addicionals van ser afegida a les línies G5, G6/H32, G14, G15, G16, G17/H33 i G18/H34, de la manera següent:
12/10 = 1 + 1/5 (G5)
10/10 = 1 (G6 & H32)
8/10 = 1/2 + 1/4 + 1/20 (G14)
48/10 = 4 + 1/2 + 1/4 + 1/20 (G15)
16/10 = 1 + 1/2 + 1/10 (G16)
64/10 = 6 + 1/4 + 1/10 + 1/20 (G17 & H33)
36/10 = 3 + 1/2 + 1/10 (G18 & H34)
Chace I Shute van assenyalar que el mètode de divisió entre 10 del Papir Reisner, també aplicat en el Papir de Rhind. Chace, no Shute, clarament va citar els quocients i restes que van ser utilitzades per Ahmes. Altres erudits han variat la lectura dels primers 6 problemes del Papir de Rhind, obviant l'ús de quocient i restes.
Gillings, Chace i Shute aparentment no van analitzar les dades del Papir de Rhind en un context més ample, i van informar la seva estructura més vella, descuidant-se un fragment important de l'Akhmim Wooden Tablet i la resta de l'aritmètica de Papir Reisner. D'aquesta manera, les cites a Gillings sobre el Reisner i el Papir de Rhind documentats a les "Matemàtiques en el Temps dels Faraons" només toquen la superfície de l'aritmètica de l'escriba. Va haver els erudits que van profunditzar un poc més per trobar fa 80 anys altres raons per l'error 39/10 del papir.
L' error podria haver estat anotat per Gillings d'haver utilitzat quocients (Q) i restes (R). Ahmes va utilitzar quocients i restes en primers sis problemes del Papir de Rhind. Gillings Podria haver-se oblidat de resumir els seus descobriments en una manera rigorosa, mostrant que diversos textos d'Imperi mitjà van utilitzar quocients i restes.
Vist de manera més àmplia, les dades del Papir Reisner haurien de ser:
39/10 = (Q' + R)/10 amb Q' = (Q10), Q = 3 i R = 9
Quedant, doncs
39/10 = 3 + 9/10 = 3 + 1/2 + 1/3 + 1/15
Amb 9/10 convertits en una sèrie de fraccions que segueix les regles posades a l'Akhmim Wooden Tablet, i seguit en el Papir de Rhind i altres textos.
Confirmació de l'aritmètica de resta de l'escriba es troba, també, en altres textos hieràtics El text més important és el Akhmim Wooden Tablet, (al que ens hem referit abans). L'AWT defineix l'aritmètica de resta de l'escriba dins terme d'un altre context, un hekat (unitat de volum). Estranyament, Gillings no va citar les dades del AWT a "Matemàtiques en el Temps dels Faraons". Gillings i els erudits dels principis dels anys 1920 havien perdut una oportunitat important d'assenyalar l'ús múltiple de l'aritmètica de resta construïda per quocients i restes que feia servir l'escriba.
La mirada moderna de l'aritmètica de resta va ser trobada posteriorment per altres en aplicar una vista més amplia de l'error 39/10, sent corregida tal com informen les dades actuals de la capella oriental.
Gillings i la comunitat acadèmica van equivocadament ometre una vital discussió sobre fragments de l'aritmètica de restes airitmetics. L'aritmètica de restes, sent utilitzada per moltes cultures antigues per solucionar problemes d' astronomia i temps, és un dels diversos mètodes de divisió històrics versemblants que poden haver-hi permès una restauració completa de la divisió dels escribes al voltant 1906.
En resum, el Papir Reisner va ser confeccionat segons el mètode descrit en el Akhmim Wooden Tablet, i més tard seguit per Ahmes escrivint el Papir de Rhind. Els càlculs de Reisner segueixen el nostre modernes regles d'Occam's Razor, en que el mètode més senzill era el mètode històric; en aquest cas aritmètica de resta, tal com:
n/10 = Q + R/10
on Q era un quocient i R era una resta.
El Reisner, seguint les regles d'Occam's Razor,, diu que unitats de 10 treballadors van ser fetes servir dividir la dades en brut utilitzant el mètode definit en el text, un mètode amb el que també comença el Papir de Rhind, tal com queda anotat en els seus primers sis problemes.